# Військове містечко

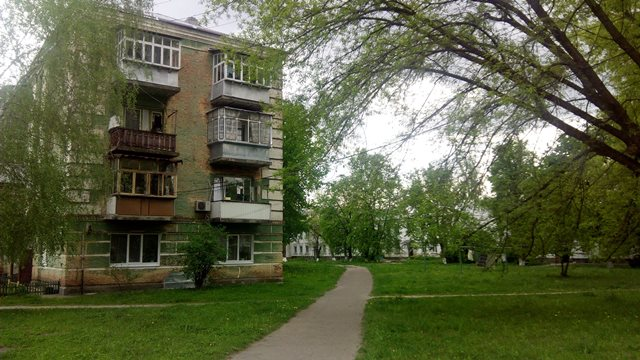
У військовому містечку № 11 (м. Васильків, Київська обл.)

Військо́ве місте́чко — комплекс будівель і споруд, розташованих на одній земельній ділянці, які використовують для розквартирування військових частин і для розміщення військовослужбовців, робітників і службовців збройних сил.

## Законодавче визначення
Українське законодавство надає таке визначення: «Військове містечко — майновий комплекс будівель, споруд, іншого нерухомого військового майна разом із казармовим фондом, житловим фондом, об'єктами соціально-культурного призначення, комунальними спорудами та інженерними мережами, які використовують для його обслуговування, розміщений на відокремленій земельній ділянці, яка належить до категорії земель оборони».
Поняття «військове містечко» було чітко регламентовано в пункті 34 глави II «Положення про квартирно-експлуатаційну службу та квартирне постачання», яке було введене в дію наказом МО СРСР від 22 лютого 1977 року № 75. Пункт 35 зазначеного Положення ділить всі військові містечка на відкриті і закриті.